# 德古拉 (1931年英語電影)
《德古拉》，是1931年美国上映的一部电影，托德·布朗宁執導 ，由朗·贝拉·卢戈西、尼古拉斯·贝洛主演，该电影根据德古拉伯爵的故事进行创作。  1992年哥普拉曾据此重拍《惊情四百年》。

## 電影內容
吸血鬼德古拉伯爵在奴役了一个房地产商后来到了伦敦。后一些人被他奴役成了吸血鬼。
在一次奴役露西的时候，其朋友米娜父亲得知了这些，于是决定保护米娜。
最后在父亲的努力下，米娜终于恢复正常。

## 演员
- 贝拉·卢戈西
- 尼古拉斯·贝洛
- 黛西·贝尔莫尔
- 德怀特·弗莱伊
- 大卫·曼纳斯
- 海伦·钱德勒
- 爱德华·范·斯隆[10]

## 備註
1. ↑  相关说明
2. ↑  .   [2022-02-14]. （原始内容存档于2021-11-18）.
3. 聯合新聞網. . 噓！星聞. 2016-09-13  [2024-10-03]. （原始内容存档于2024-10-07） （中文（臺灣））.
4. .   [2024-10-03]. （原始内容存档于2024-12-04）.
5. (PDF).
6. ↑  .   [2022-02-14]. （原始内容存档于2022-02-14）.
7. ↑  .   [2022-02-14]. （原始内容存档于2020-02-13）.
8. ↑  .   [2022-02-14]. （原始内容存档于2019-04-03）.
9. ↑  .   [2022-02-14]. （原始内容存档于2022-02-15）.
10. ↑  .   [2022-02-14]. （原始内容存档于2022-02-14）.